# 沈福宗
沈福宗（しん ふくそう、葡語：Michael Shen Fu-Tsung、またはMichel Sin、Michel Chin-fo-tsoung、Shen Fo-tsung）、1657年 - 1692年）は、南京出身の早期にヨーロッパに到達した中国人の一人である。中国の史籍は彼の生涯を一言も記載していないが、ヨーロッパ側の史料は、彼の経歴や事跡はかなり多く述べられている。
1681年、沈福宗はベルギーの宣教師フィリップ・クプレ（中国名：柏應理）に従って、マカオからヨーロッパに向かって旅立ち、オランダ、イタリア、フランスとイギリス等のヨーロッパ6ヶ国を遊歴した。彼等一行はそれぞれローマ教皇とフランス、イギリス両国の国王と会見し、かつ当地の社会的な名士と交流した。沈福宗が出国する時、中国の儒学の経典と諸子の書籍40部余りを携えたことにより、中国の言語や文字、儒学の道徳や哲学、そして波動説等の文化がヨーロッパに伝わり、西洋の学者が中国学をする一助となった。

## 早年
1657年、沈福宗は江蘇省江寧府（今の南京市）に生まれ、学問をしたが科挙には参加しなかった。彼は当時江南で宣教していたベルギーのイエズス会士フィリップ・クプレを知り、そこからラテン語を学んだ。1681年（康熙20年）、クプレはローマ教皇庁に康熙帝の「典礼問題」（Question des rites）の立場を陳述するために召喚された。中国を離れる前に、彼は年齢が25歳の沈福宗と、50歳の呉歴等の中国人と共にヨーロッパに赴く約束をした。呉歴はおそらく体が弱くて病気がちなために、ヨーロッパ行きは叶わなかった。

## ヨーロッパ行き

### ポルトガルとローマ
沈福宗一行は1681年12月5日にマカオから航海に出て、南洋各国を経由し、インド洋を横断し、アフリカの南端の回り道をして、1682年にポルトガルに接岸した。彼等は先ずクプレの出生地であるメヘレンを参観し、彼の親族を訪問した後に沈福宗はクプレの計らいにより初級の修道士を養成する神学校である——ポルトガルの首都にあるリスボン修練院（Novitiatus）に入った。彼は聡明で機敏であり、よく学んで科目を非常によく修めた。その後、沈福宗の教師のポルトガル名ミゲル・アルフォンソを取って、この名前も沈福宗のイギリス、フランス等の国での代名詞になった。但し、この名前は異なる国で少しばかり差が見られる。
まだリスボンで学習していた時、クプレは先ずローマに行って報告をし、ついでに教皇に中国語でミサを司式する許可を請い求めた。ローマ教皇は中国人がヨーロッパにいると知り、会見したいという意向を示した。そこで沈福宗はリスボンからローマに赴き、クプレと共に中国の文献をローマ教皇インノケンティウス11世に贈った。この書籍は後にバチカン図書館（Bibliotheca Apostolica Vaticana）に収められ、これは早期の中国語の蔵書でもあった。その後、沈福宗は学究を深める為にローマに留まった。

### フランス
1684年、沈福宗とクプレは招きに応じてフランスを訪問した。9月15日、フランス国王ルイ14世は沈福宗一行と会見し、沈福宗は『大学』、『中庸』と『論語』のラテン語訳を贈り、フランスで出版するよう願った。沈福宗は歴史上初のフランス国王に会見した中国人であった。会見時、ルイ14世は何度も沈福宗に質問しても、沈福宗は即座に答えたので、一時はパリで話題の人物となった。
9月26日、ルイ14世は沈福宗を宴会に招き、宴会でルイ14世は沈福宗にどのように中国の食器を使うのか尋ねた。そこで沈福宗は、テーブルから中国より輸入した鍍金の象牙の箸を拾い上げ、その場で箸を使う方法を示した。当時、フランスでは正にシノワズリー（Chinoiserie）が流行しており、沈福宗の適時な到来はフランス貴族、政府要員と社会の名士と面識を持たせることになった。
據描述によれば、彼とクプレは1回王宮の宴会に参加した。沈福宗は龍の模様のある緑色の絹と藍色の錦の服を纏っていた。彼等一行は聖ルイの王宮（Maison royale de Saint-Louis）を参観し、そこで中国画を展示した。
沈福宗がフランスを訪問する間、パリの学者は文章で伝えた外に、沈福宗の肖像画を描いた。この絵はパリのフランス国立図書館の版画部に収められており、蔵品番号はOE48で、画家は9月26日の宴会のフランス宮廷画家である。

### イギリス
フランス訪問が終わってから、沈福宗は1685年に招きに応じてイギリスを訪問し、ロンドンでイギリス国王ジェームズ2世と会見した。これは記録の残る限りでは、イギリスに来た初の中国人である。ジェームス２世は若い頃、中国の歴史や文物に関心を持ち、皇太子の時も中国の芝居を見て、中国の書籍を読んでいた。沈福宗と会見してから、ジェームズ2世は彼に宮廷の宴会に出席するよう招き、イギリスの宮廷画家であるゴドフリー・ネラーに画像を描かせ、絵を国王の寝室に掲げた。
沈福宗はオックスフォードで（一説には宮廷の宴会で）トマス・ハイドに遭遇する。両者は共同で中国歴史、哲学と言語等の問題を探求し、沈福宗はさらにハイドに少しの中国語を教えた。彼等はラテン語で交流したと思われる。
沈福宗はまた、ボドリアン図書館に対して中国書籍を分類し、同時にこれらの内容を述べた。これは当時は誰もやり遂げることの出来ないことであった。この他に、彼はさらに図書館の人員にどのように中国語の書籍を閲覧するか示した。

## 逝去
イギリスに居住して2年の後、沈福宗はフランスに戻り、クプレと再会し、その後、共にベルギーでしばらく居住した後、最後にはベルギーからオランダに行って、中国に戻るための商船を待った。
1692年、沈福宗とクプレの2人はオランダの商船に乗って中国に戻るが、大西洋に沿って南下し、アフリカの西海岸に至った時、沈福宗は突然病に罹り、9月2日にアフリカ東南のポルトガル領東アフリカ（今のモザンビーク）附近で世を去る。36歳であった。